# جزيرة اللؤلؤ
جزيرة اللؤلؤ جزيرة من صنع الإنسان، وتقع تلك الجزيرة قبالة ساحل جزيرة أبوظبي .وتمتد تلك الجزيرة من مصدات أمواج جزيرة أبوظبي إلى ميناء زايد البحري. وقد اكتمل استصلاح أراضي الجزيرة في العام 1992، وبعد عدة خطط تم طرحها على التوالي أصبحت الجزيرة والتي تتولى شركة (صروح) تنميتها - الآن مشروعا تجاريا سكنيا مشتركا.

## افتتاح الجزيرة
وقد تم افتتاح الجزيرة في أبريل نيسان للعام 2007، وتشتمل على ما يلي:
- مطعمين.
- أربعة مقاهي.
- اثنين من الشواطئ الممتدة على الجزأين الشمالي والجنوبي من الجزيرة.
- كبائن تبديل الملابس.
- الكافتيريات.
- منطقة كثبان اصطناعية.
- مساجد.
- بحيرتين اصطناعيتين للمياه العذبة.

واعتبارا من 29 أبريل نيسان لم تعد الجزيرة في مرحلة الإنشاء، ولكن المباني كالمطاعم ليست جاهزة الآن، ولا تزال بحاجة إلى أعمال النظافة والصيانة.

## النقل
هناك أربعة زوارق يتسع كل منها لعدد 25 راكبا، بالإضافة إلى حافلة بحرية قادرة على نقل 60 راكبا. وتتوفر على متنها سترات النجاة. واستقلال القوارب بالمجان، وهي تنطلق من عند مصدات أمواج جزيرة أبوظبي بالقرب من قرية التراث.وعندما تكون في الجزيرة فلك الخيار في أن تستقل القطار لتصل إلى جهتك، أو أن تأخذ جولة بالحافلة. وقد توقفت على نحو مفاجئ خدمة النقل بالعبارات في الأول من يناير عام 2009 وذلك بسبب التجديدات غير المحددة في الجزيرة. وتتم خدمة النقل الآن من خلال قارب واحد يتبع القطاع الخاص.

## مدخل الرسوم
يمكن الدخول إلى الجزيرة اعتبارا من الثامنة صباحا وحتى الثامنة مساء، وذلك مقابل 15 درهما للشخص الواحد، أما الأطفال الذين تقل أعمارهم عن خمسة أعوام فيدخلون بالمجان. ولكي تستقل القطار يجب أن تدفع خمسة دراهم إضافية، أما استقلال الحافلة فبالمجان. وبالجزيرة العديد من الأنشطة كركوب قوارب التجديف، وركوب الجمال والخيل.

## روابط خارجية
جزيرة اللؤلؤ على يوتيوب

## وصلات خارجية
- جولف نيوز: جزيرة اللؤلؤ الصناعية تفتح أبوابها للجمهور.